# (53319) 1999 JM8
(53319) 1999 JM8 es un asteroide que forma parte de los asteroides Apolo, descubierto el 13 de mayo de 1999 por el equipo del Lincoln Near-Earth Asteroid Research desde el Laboratorio Lincoln, Socorro, Nuevo México.

## Designación y nombre
Designado provisionalmente como 1999 JM8.

## Características orbitales
1999 JM8 está situado a una distancia media del Sol de 2,726 ua, pudiendo alejarse hasta 4,475 ua y acercarse hasta 0,977 ua. Su excentricidad es 0,641 y la inclinación orbital 13,83 grados. Emplea 1644 días en completar una órbita alrededor del Sol.

## Características físicas
La magnitud absoluta de 1999 JM8 es 15,2.